# Eugeniu Iordăchescu
Eugeniu Iordăchescu (n. 9 noiembrie 1929 – d. 5 ianuarie 2019) a fost un inginer constructor român, supranumit inginerul Raiului, care a propulsat România în rândul primelor țări din lume care a aplicat procedee de translatare a clădirilor.

## Biografie
A absolvit cursurile Liceului „Nicolae Bălcescu” din Brăila (1949), orașul său natal, și apoi ale Institutului de Construcții din București – Facultatea de Poduri și Construcții Masive, devenind inginer în anul 1953. A obținut titlul de doctor inginer în anul 1984, avându-l ca îndrumător pe profesorul Panaite Mazilu, cu o temă începută în 1976, cu un an înainte de cutremurul ce a zguduit Capitala: „Concepția, calculul, proiectarea și tehnologia lucrărilor de deplasare a clădirilor”.
A început activitatea ca inginer proiectant la Institutul de Proiectări al Ministerului Industriei Ușoare. realizând proiecte pentru Combinatul de cauciuc Jilava din București, Fabrica de încălțăminte Guban din Timișoara sau Fabrica de țesături din Sfântul Gheorghe. A fost avansat în funcții de conducere, ca director tehnic și apoi director general în cadrul Primăriei Municipiului București (1962–1972) și la Institutul Proiect București (1972-1983), în domeniul investițiilor și dezvoltării. A participat direct din poziția de inginer constructor la puternica dezvoltare imobiliară a Bucureștiului și la realizarea noilor ansambluri de locuințe, înainte și după cutremurul din 1977.
O lucrare deosebită a reprezentat-o izolarea antiseismică a acceleratorului de la Centrul de Fizică Nucleară de la Măgurele, prin folosirea izolatorilor antiseismici tip Cerber.
A fost cadru didactic în învățământul superior: asistent la Institutul de Petrol, Gaze și Geologie - Catedra de rezistența materialelor și Mecanică aplicată (1960–1969) și la Institutul de Construcții din București - Catedra de rezistența materialelor (1970–1974).
El a fost inițiatorul și coordonatorul unui amplu proces de mutare prin translație a unui număr de 29 de clădiri, dintre care 13 biserici sau mănăstiri. Prima biserică salvată a fost Schitul Maicilor din București, o mică biserică ortodoxă construită în anul 1725. În iunie 1982 aceasta a fost translatată 245 metri, în spatele noilor construcții. Lista ansamblurilor salvate continuă cu biserica Olari, biserica Sfântul Ilie, biserica Mihai Vodă și clopotnița acesteia, Mănăstirea Antim, biserica Petru Iacob din Reșița, biserica Sfântul Ioan, biserica Sfântul Gheorghe, biserica Sfântul Ștefan „Cuibul cu barză”, ansamblul statuar de la biserica Domnița Bălașa, biserica Mănăstirii Râmeț, Palatul Sinodal.
Pentru activitatea sa laborioasă a fost decorat cu Ordinul Muncii clasa a III-a.
Expertiza sa l-a propulsat în poziții de management de vârf: director tehnic la Industrial Export (1995–1997), expert tehnic la Fondul Proprietății de Stat, consilier al președintelui BRD-GSG, coordonator de proiect PHARE – Ramet, vicepreședinte al Corpului Experților Tehnici din România, membru fondator, secretar general al Asociației Inginerilor Constructori din România (AICR) și președinte al Comisiei de Monumente Istorice din cadrul AICR.
În perioada 2008-2010, Eugeniu Iordăchescu a contribuit, împreună cu arhitectul Niculae Vlădescu, la organizarea a trei simpozioane cu tema „Catedrala Mântuirii Neamului, arhitectură, structură, utilitate cultuală și culturală”.
La 31 august 2016, Muzeul de istorie din București a organizat lansarea documentarului (DVD) "Salvatorul bisericilor condamnate". Cu aceeași ocazie, Eugeniu Iordăchescu a primit cea mai înaltă distincție a Bisericii Ortodoxe Române - ”Crucea patriarhală pentru mireni” (2016). Anterior acestui eveniment, cu ocazia participării României la cea de-a XV-a ediție a Bienalei de Arhitectură de la Veneția, Institutul Român de Cultură și Cercetare Umanistică de la Veneția a găzduit expoziția foto-documentară „Din istoria recentă a tehnicii românești, metoda inginerului Eugeniu Iordăchescu de translare a monumentelor istorice”, realizată cu sprijinul Academiei Române și al Muzeului Brăilei.
A murit la vârsta de 89 de ani. Cei doi copii ai săi i-au urmat destinul profesional.

### Activitate publicistică
- Culegere de probleme de rezistența materialelor, vol. I, Ed. Tehnică, 1969 (I), 1975 (II) (coautor);
- Translația construcțiilor, Ed. Tehnică, 1986.

De asemenea, a publicat peste 30 de articole în reviste de specialitate din țară, 10 articole în străinătate, și a participat la diferite conferințe și congrese științifice (Stanford, Paris, Chișinău).
Este autorul a trei brevete de invenție în domeniul construcțiilor.
- Procedeu și instalație pentru ridicarea și deplasarea construcțiilor;
- Procedeu și instalație pentru ridicare, rotire și deplasare a construcțiilor;
- Procedeu și dispozitive pentru protecția antiseismică a construcțiilor.